# Komagfjord
Komagfjord är en by i Alta kommun, Norge. Byn ligger intill Altafjorden och är belägen på en isolerad halvö i den nordöstra delen av kommunen. För att ta sig till byn måste man åka färja då det saknas vägförbindelse med övriga Norge. Byn ligger mittemot ön Seiland. Komagfjords kyrka ligger här.